# Abakar Sylla
Loubadhe Abakar Sylla (* 25. Dezember 2002 in Yamoussoukro) ist ein ivorischer Fußballspieler.

## Karriere

### Verein
Abakar Sylla erlernte das Fußballspielen beim ivorischen Verein SO Armée. 2020 wechselte der Innenverteidiger nach Belgien zum FC Brügge, wobei er erstmals im Rahmen von dessen Jugendakademie in der U 23-Mannschaft, auch Club NXT genannt, eingesetzt wurde. Am 11. Mai 2022 debütierte er für die Profimannschaft Brügges beim 1:0-Heimsieg gegen Royale Union Saint-Gilloise. Dies war sein einziges Spiel in der Division 1A in der Saison 2021/22. Dadurch gehörte er mit zur Mannschaft des FC Brügge, die in der Saison 2021/22 belgischer Meister wurde.
In der Saison 2022/23 bestritt er 20 von 40 möglichen Ligaspielen, ein Pokalspiel und sechs Spiele in der Champions League, in denen er ein Tor erzielte. Mitte Juli 2023 wechselte er zum französischen Erstligisten Racing Straßburg, bei dem er einen Vertrag mit einer Laufzeit von fünf Jahren unterschrieb.

### Nationalmannschaft
Sylla debütierte am 27. September 2022 für die Elfenbeinküste beim 3:1-Heimsieg im Freundschaftsspiel gegen Guinea.

## Erfolge
- Belgischer Meister: 2021/22